# Брієнна Тарт
Брієнна Тарт (англ. Brienne of Tarth) - персонажка серії фентезі-романів «Пісня льоду й полум'я» американського письменника Джорджа Мартіна. 

## Біографія
Є одним з центральних персонажів, від імені якої ведеться частина глав романів. З'являється в книгах «Битва королів» (1998), «Буря мечів» (2000) і «Танок драконів» (2011), а в книгах «Бенкет стерв'ятників» (2005) і «Вітри зими» є центральною персонажкою.
У телесеріалі «Гра престолів» роль Брієнном Тарт грає британська акторка Гвендолін Крісті. У серіалі Брієнна Тарт вперше з'являється у другому сезоні в якості другорядної персонажки і є основною персонажкою починаючи з четвертого сезону.

## Список Брієнни Тарт
| Ім'я                | Злочин                                          | Кара                  | Символізм |
| ------------------- | ----------------------------------------------- | --------------------- | --- |
| Станніс Баратеон    | Організатор убивства її Короля Ренлі Баратеона. | Убитий Брієнною Тарт. | Відплата Брієнни Тарт і Достойна Смерть Станніса Баратеона. |
| Мелісандра Ашайська | Убивця її Короля Ренлі Баратеона.               | Померла своєю смертю. | Мелісандра Ашайська як Червона Жриця була представницею Сил Світла. Своє життя вона присвятила Перемозі над Королем Ночі і Армією Мертвих — представниками Сил Темряви. Після перемоги над Силами Темряви вона вважала основну свою життєву місію виконаною. Каяття Мелісандри. |
| Давос Сіворт        | Домагав убити її Короля Ренлі Баратеона.        | Живий.                | Брієнна Тарт простила його за подальші його Благородні Вчинки і неактивну участь в убивстві її Короля Ренлі Баратеона. |